# Vlaamse Hollywoodvrouwen
Vlaamse Hollywoodvrouwen is een Vlaams televisieprogramma, dat eind 2010 werd uitgezonden op de commerciële zender VTM.
In het programma werden vier dames gevolgd die hun leven in België achterlieten voor een sterrenleven in Hollywood. Een van de vrouwen, Astrid Bryan, had muzikale ambities en bracht in die periode een debuutsingle uit. De andere dames waren Linda Op De Beeck, Nora Novak en Greet Ramaekers.